# 두딘체

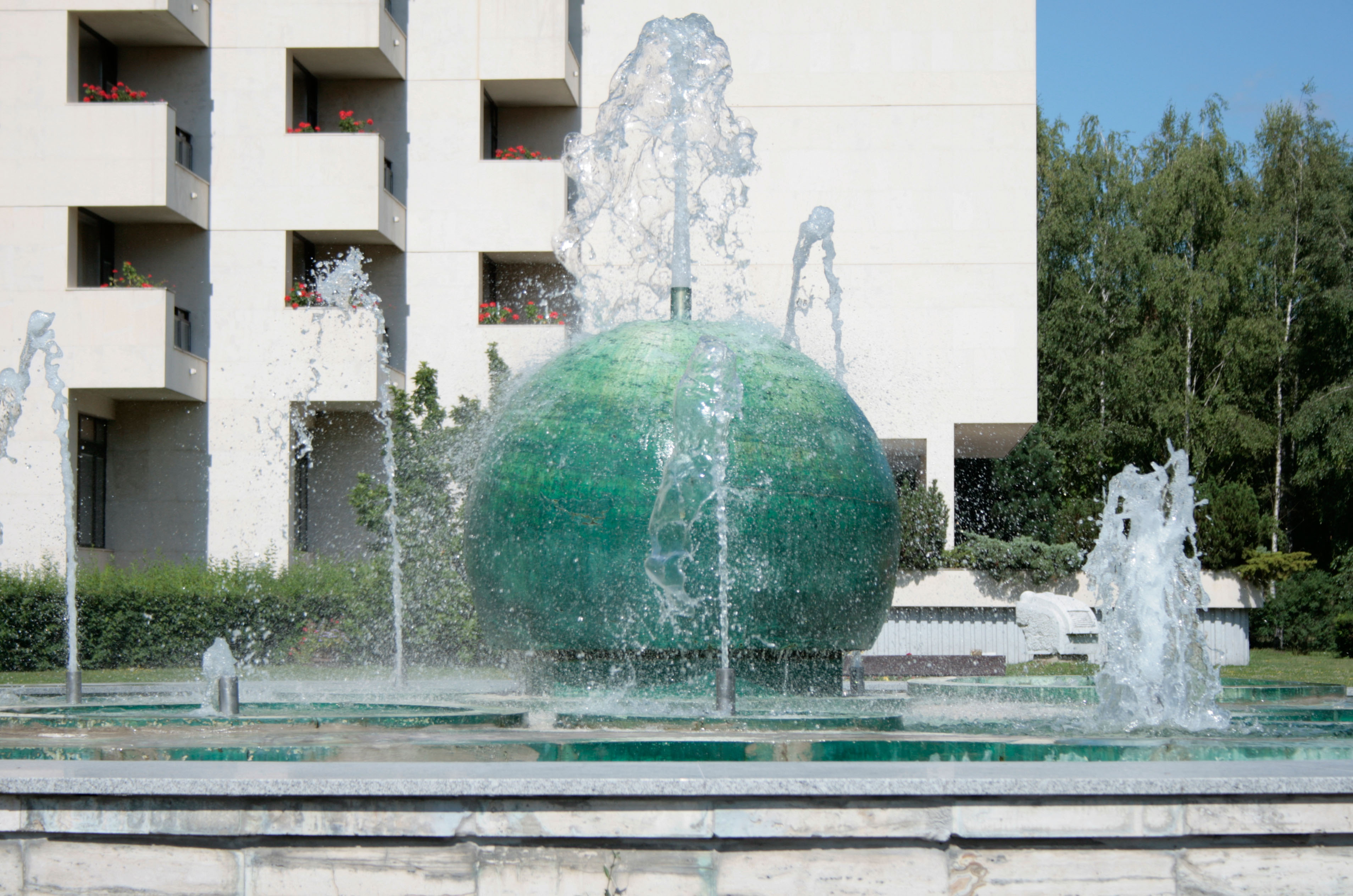
두딘체에 있는 분수

두딘체(슬로바키아어: Dudince, 독일어: Dudintze 두딘체[*], 헝가리어: Gyűgy 쥐지[*])는 슬로바키아 반스카비스트리차 주에 위치한 도시로 면적은 6.85km2, 높이는 140m, 인구는 1,503명(2005년 12월 31일 기준), 인구 밀도는 219명/km2이다. 광천수와 온천으로 유명한 곳이다.

시 문장